# Milton (miejscowość w hrabstwie Rock)
Milton – miasto w Stanach Zjednoczonych, w stanie Wisconsin, w hrabstwie Rock.